# Szutruk-Nahhunte II
Szutruk-Nahhunte II, Szutur-Nahhunte – król Elamu w latach 717–699 p.n.e., siostrzeniec i następca Humban-nikasza I.
Jego imię brzmiało pierwotnie Szutur-Nahhunte, ale zmienił je na Szutruk-Nahhunte, chcąc w ten sposób przyrównać się do swego słynnego przodka Szutruk-Nahhunte I. Pozostawił po sobie liczne inskrypcje, wzmiankowany jest również w źródłach asyryjskich i babilońskich. Według źródeł asyryjskich król babiloński Marduk-apla-iddina II, jego były sojusznik, wysłał mu bogate dary, prosząc go o możliwość schronienia się w Elamie. Szutruk-nahhunte II, obawiając się reakcji asyryjskiego króla Sargona II, musiał mu jednak odmówić. Później jednak, w 703 roku p.n.e. po tym, jak Sennacheryb przejął po Sargonie II tron, Szutruk-Nahhunte II i Marduk-apla-iddina II połączyli siły i wspólnie wystąpili przeciw nowemu władcy asyryjskiemu. Po początkowych sukcesach zostali jednak pokonani. Marduk-apla-iddina II uciekł i schronił się na bagnach nad Zatoką Perską. Szutruk-nahhunte II wycofać się musiał do Elamu, gdzie uwięziony został przez swego młodszego brata Halluszu-Inszuszinaka, któremu udało się przejąć tron elamicki.